# Kalvarienberg (Deutschfeistritz)

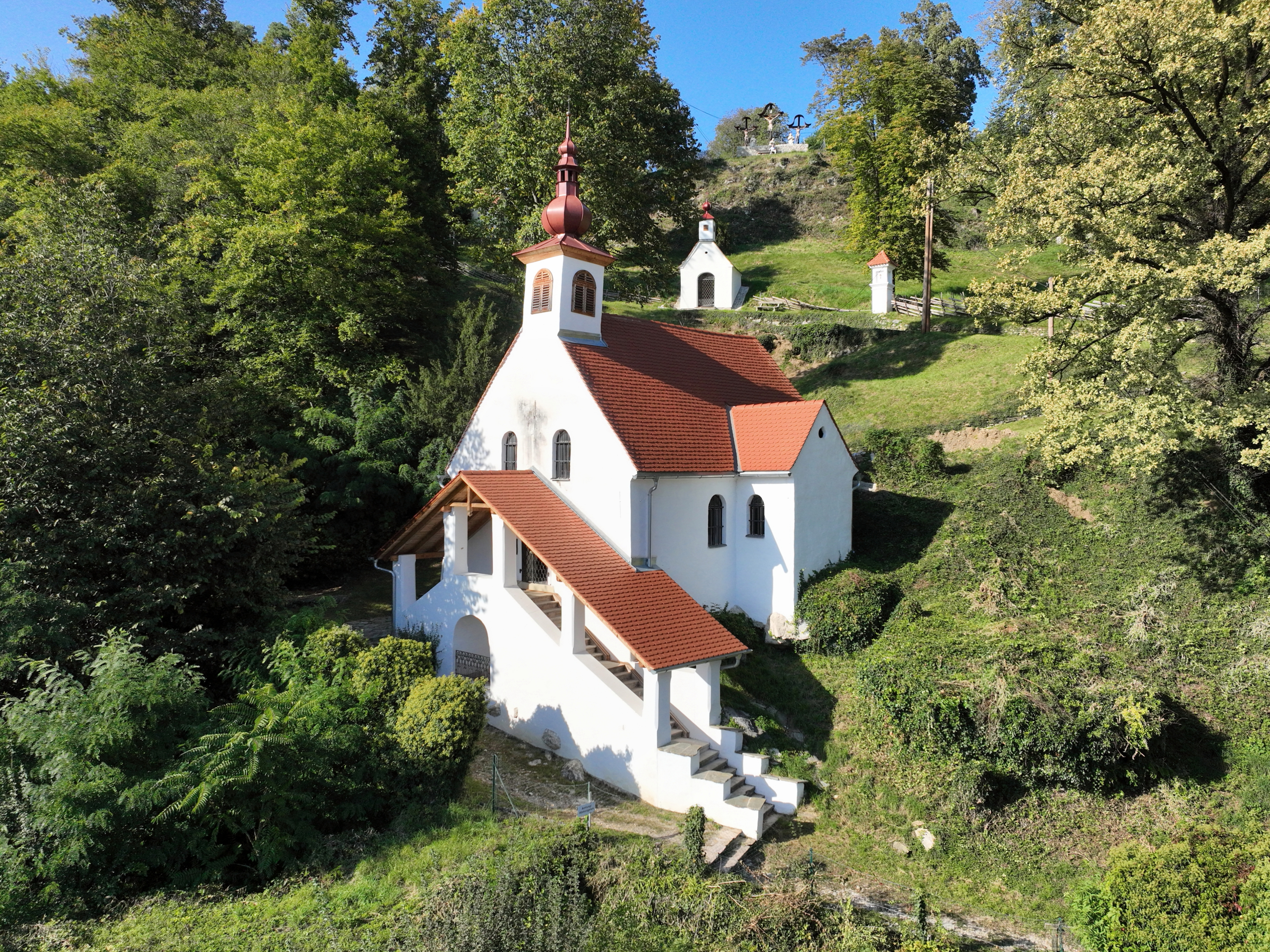
Der Kreuzweg am Kirchberg; im Vordergrund die Ölbergkapelle

Der Kalvarienberg ist ein Kreuzweg in der Gemeinde Deutschfeistritz in der Steiermark. Seine Geschichte geht bis auf das Ende des 17. Jahrhunderts zurück.

## Lage
Der Kalvarienberg befindet sich südlich der Deutschfeistritzer Pfarrkirche auf dem Kirchberg. Er wurde dort auf künstlich angelegten, ursprünglich wahrscheinlich dem Weinanbau dienenden Terrassen errichtet.

## Geschichte
Der Kalvarienberg wurde 1695 erbaut. Die Kreuzgruppe wurde 1969 restauriert.

## Beschreibung
Der Kalvarienberg hat drei barocke mit schmiedeeisernen Gittern versehene Stationskapellen. In jeder Kapelle steht eine figürliche Gruppe.
Die barocke Ölbergkapelle wurde in den Berghang gebaut und hat einen Dachreiter mit Zwiebelhelm und Laterne. Darin hängt eine 1696 von Florentin Streckfuß gegossene Glocke. Der Innenraum wird von einer Stichkappentonne überwölbt. Die figürliche Kreuzgruppe mit Engeln stammt vom Ende des 17. Jahrhunderts. Weiters findet man im Inneren der Kapelle eine barocke Ölberggruppe sowie einen Rokokotabernakel.
Die barocke Kreuzigungsgruppe mit überlebensgroßen Figuren stammt aus der Zeit nach 1714. Die Figuren des Gekreuzigten Jesus und der beiden Schächer wurden aus Holz, die Figuren des heiligen Johannes und der beiden Frauen aus Stein gefertigt.

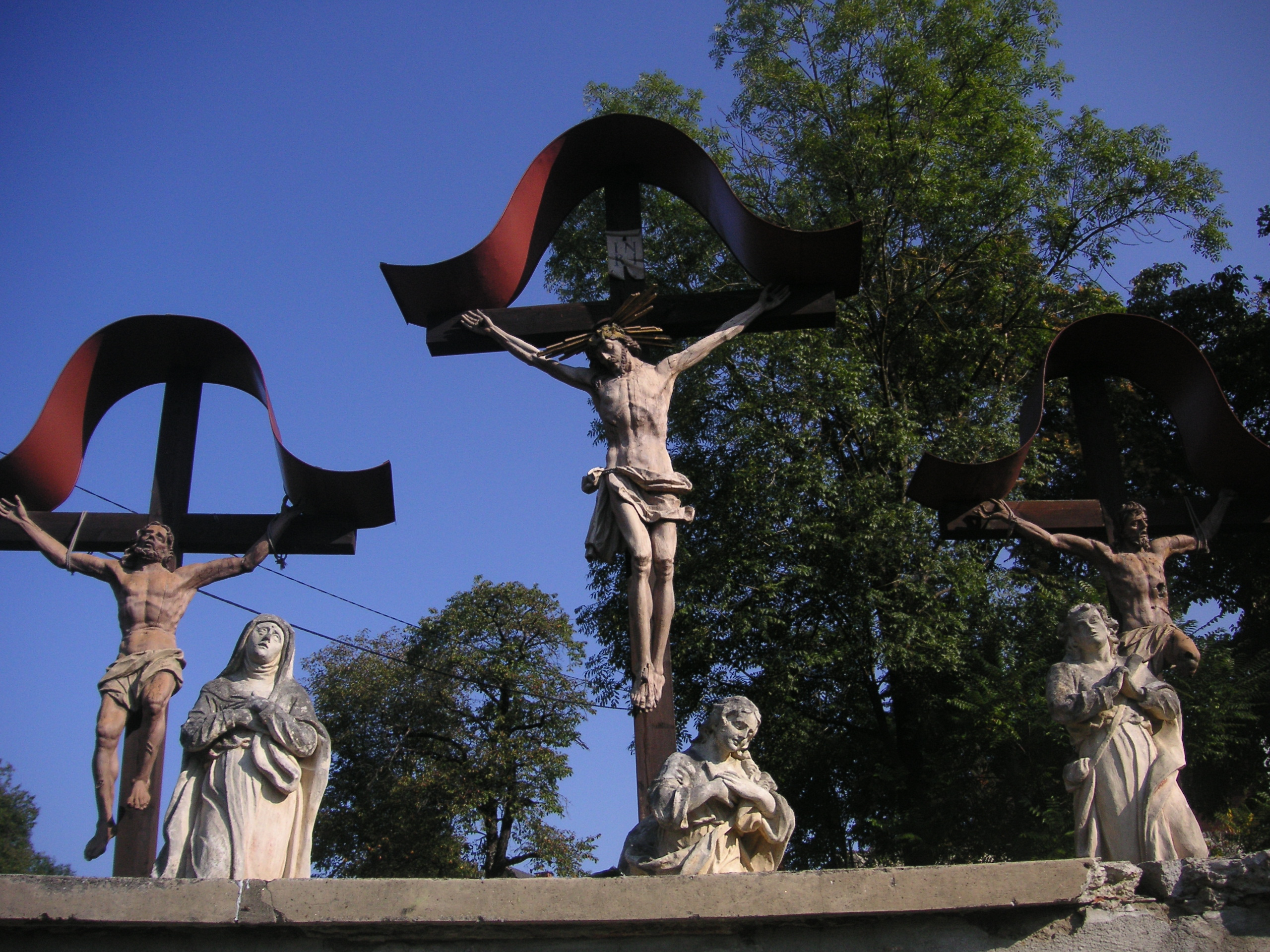
Die Kreuzigungsgruppe im September 2011
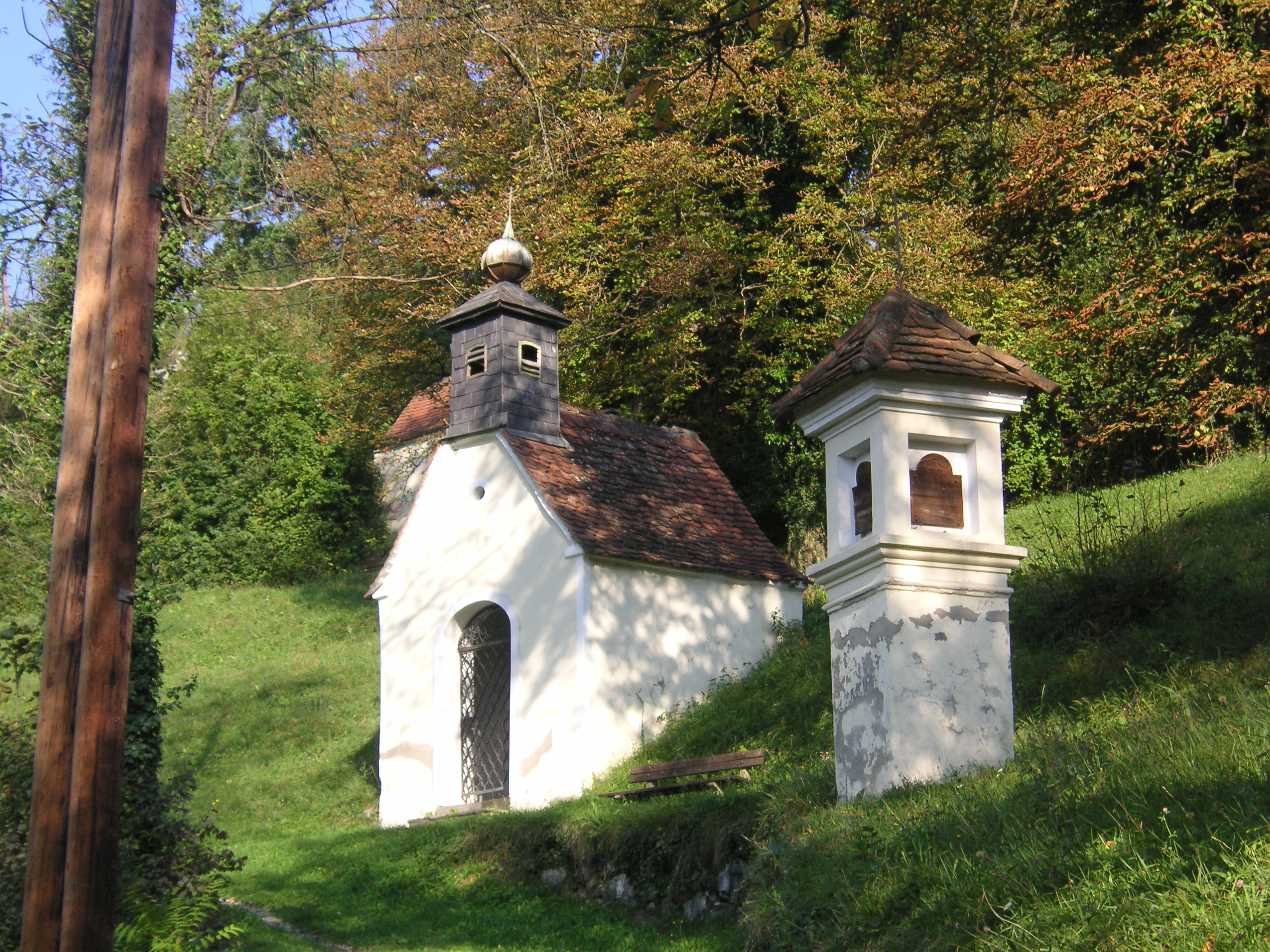
Eine der Stationskapellen im September 2011
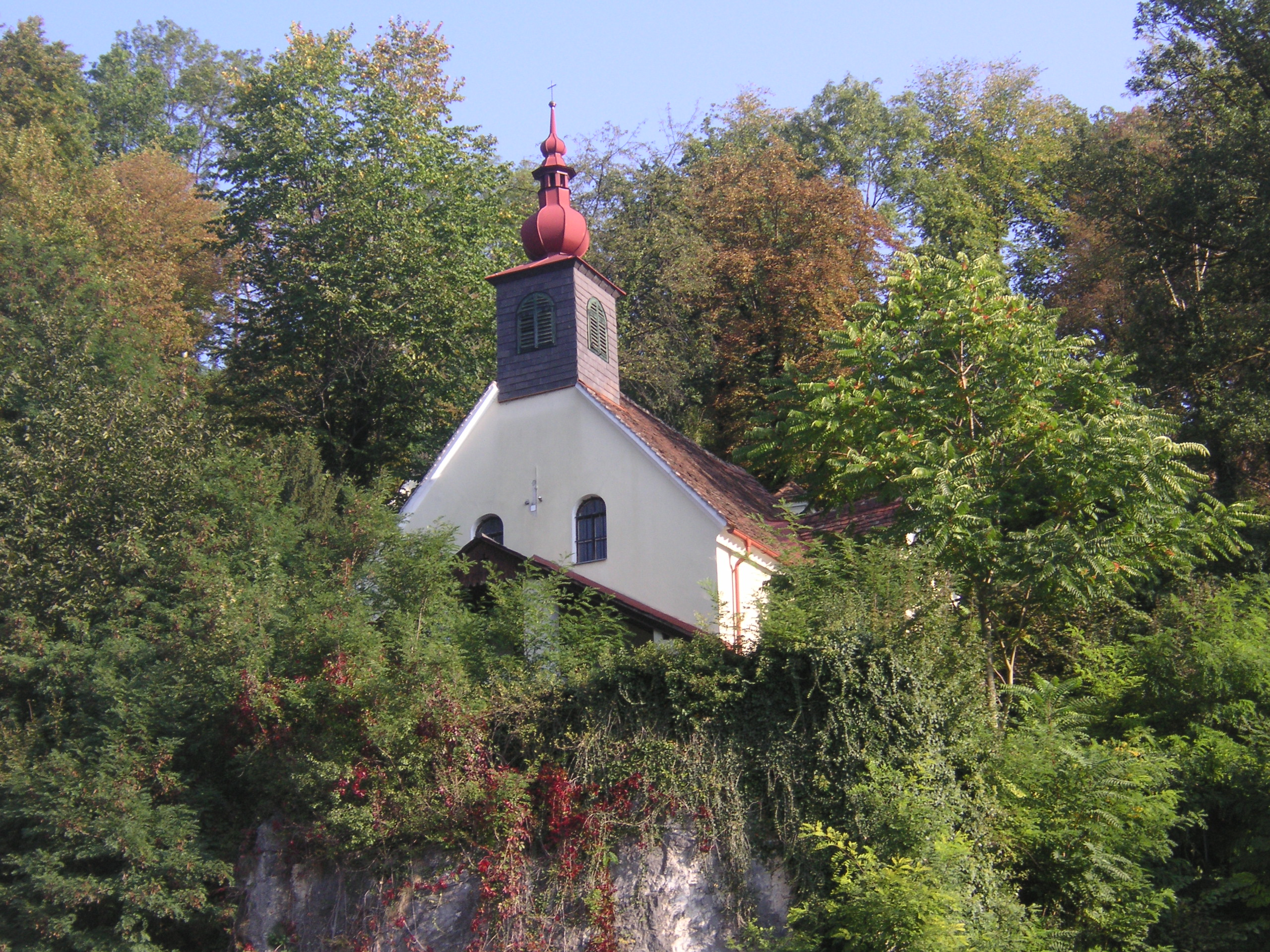
Die Ölbergkapelle im September 2011